# Казахстан 2050
Общенациональное движение «Казахстан 2050» (каз. "Қазақстан 2050" жалпыұлттық қозғалысы) — неправительственная общественная организация созданная с целью содействия формированию гражданского общества в Казахстане и продвижения идей и ценностей стратегии «Казахстан 2050». Предпосылкой для создания движения стало выступление президента Республики Казахстан Н. А. Назарбаева на форуме, посвященном 20-летию создания образовательной стипендиальной программы «Болашак». Через неделю, 6 декабря 2012 года, группой инициативных граждан был сформирован совет движения и основана сама организация.

## Миссия
Своей миссией общенациональное движение «Казахстан 2050» провозглашает поддержку политического курса президента Н. А. Назарбаева, изложенного в Стратегии «Казахстан-2050» и направленного на вхождение страны в 30-ку наиболее развитых стран мира.

## Структура

### Конференция
Высший орган управления движением. Путем открытого голосования присутствующих членов движения формирует состав коллегиального руководящего органа — Совета движения.

### Совет
Коллегиальный руководящий орган — осуществляет стратегическое планирование и управление деятельностью движения. Утверждает перечень реализуемых проектов и их соответствие целям и задачам организации. Состоит из 5 членов, высококвалифицированных экспертов в различных областях, обладающих высоким авторитетом и уровнем доверия со стороны общества. Совет возглавляется председателем.

### Центральный аппарат
Центральный аппарат является исполнительным органом движения, осуществляющим оперативное управление деятельностью организации и реализацией её целей и задач. Центральный аппарат состоит из 8 членов занимающихся реализацией проектов ориентированных на информационно-просветительскую работу в обществе, вовлечения граждан в общественно-политическую жизнь страны и проведение экспертно-аналитической работы. Центральным аппаратом движения руководит исполнительный директор, отвечающий за поиск источников финансирования реализуемых проектов и их соответствие целям и задачам организации.

### Региональные координаторы
Занимаются непосредственной реализацией целей и задач движения в подотчетных регионах. В задачи региональных координаторов входит продвижение и популяризация целей и задач общенационального движения «Казахстан 2050» и стратегии развития государства — «Казахстан 2050», работа с населением и общественными организациями региона, создание благоприятной среды для объединения активной части населения региона на базе движения и повышения уровня вовлеченности граждан в систему местного государственного управления. Также в задачи региональных координаторов входит формирование информационно-коммуникационного хаба и интеллектуального центра для обсуждения общественных инициатив и разработки значимых политических и социально-экономических проектов, направленных на решение имеющихся проблем региона.

## Основные направления деятельности
Деятельность движения строится вокруг трех основных направлений работы, обладающих высоким уровнем интерактивности, конвергентности и внутреннего интерконнекта. Движение «Казахстан 2050» стремится информировать общество и стимулировать проявление активной гражданской позиции населения, вовлекать граждан в процесс государственного управления и модернизации страны и общества, а также проводить мониторинг и анализ деятельности государственных органов, направленной на реализацию стратегии «Казахстан 2050» и достижения её основных целей. Комплексный эффект от проводимой движением работы нацелен на формирование в Казахстане гражданского общества, активно участвующего в формировании и функционировании эффективной модели государственного управления. Всего за период своего существования общенациональное движение «Казахстан 2050» инициировало и реализовало более 40 различных проектов.

### Информирование общества
Первое направление работы реализуется через информационно-просветительские проекты движения, среди которых информационно-коммуникационные площадки для обмена экспертными мнениями, медиа проекты, направленные на широкое освещение идей и ценностей движения, образовательные и исследовательские проекты, способствующие развитию и повышению уровня образованности молодого поколения, а также развитию экспертной аналитики и научной деятельности. Кроме того в рамках просветительской работы издаются и распространяются общественно полезные и социально значимые учебно методические пособия. Всего за период существования движением «Казахстан 2050» реализовано 15 информационно-просветительских проектов, среди которых: «Поколение+», «Экспертный клуб»,, "Республиканский информационно-образовательный центр «Казахстан 2050», «Тропа государственности», учебное пособие «Критическое мышление», книга «Сердце ребёнка» и другие.

### Вовлечение в общественную деятельность
Второе направление работы движения — это вовлечение граждан в общественную жизнь и процесс управления государством. Данная работа призвана предоставить возможность реализации идей и проектов граждан с активной гражданской позицией, а также обеспечить их необходимыми ресурсами для развития, внедрения и популяризации их идей и проектов. В рамках данного направления работы реализовано 11 проектов, имеющих высокий уровень внутренней взаимосвязи с информационно-просветительскими проектами движения. Многие из проектов рассчитаны на развивающийся интерес граждан к движению, его целям и ценностям, впервые познакомившихся с ними в рамках организованной информационной работы с населением. Сегодня, такие проекты движения, как «Бизнес завтрак», «Счастливые семьи», «Ребенок должен жить в семье», «Институт онлайн петиций», а также ряд творческих и научных конкурсов не только помогают решать важные социально-экономические проблемы казахстанского общества, но и помогают активным гражданам выражать свою жизненную позицию, взгляды и вносить свой вклад в строительство успешного государства.

### Мониторинг и анализ эффективности
Третье направление деятельности движение «Казахстан 2050» — мониторинг и анализ эффективности работы органов государственного управления по реализации стратегии «Казахстан 2050» и модернизации государства. Для реализации данной задачи движением проводится обширная исследовательская и аналитическая работа позволяющая выявить проблемные направления развития страны и наиболее актуальные проблемы казахстанского общества. Среди таких проектов организации — исследования качества городской среды и комфорта городов Казахстана, исследование уровня социального оптимизма в обществе, создание общественных приемных во всех регионах страны, а также публикация регулярных экспертно-аналитических материалов по основным вопросам политического, экономического и социального развития государства. Участники движения систематизируют и классифицируют выявленные в ходе исследований проблемы, вырабатывают по ним рекомендации, после чего направляют на рассмотрение компетентных государственных органов.

## Деятельность
Деятельность движения в рамках основных направлений работы реализуется через специализированные проекты политической и социально-экономической направленности. В течение первого года работы организации было реализовано 16 проектов, среди которых «Сердце ребёнка», «В счастливых семьях наша сила», «Аймак-2050», «Образованное поколение», «Критическое мышление», «ЭКО пакет» «Ребенок должен жить в семье» и другие. Мультипликативный эффект от реализованных в первый год работы проектов охватил более 200 тыс. казахстанцев. В первый год работы активистами организации стали порядка 6 тыс. человек, 80 % из которых — граждане в возрасте от 25 до 40 лет. В течение 2015 года членами движения был реализован 21 проект, среди которых «Женіс», «Темірказык», «Тропа государственности» автомотопробег «Менің Елім», «Экспертный клуб», "Республиканский информационно-образовательный центр «Казахстан 2050» и другие. Активное участие в проектах принимали волонтеры движения, чье число в различных регионах страны достигло 4 тыс. человек. Проведенной работой было охвачено около 1,3 млн. казахстанцев во всех регионах страны. Таким образом проведенная работа обеспечила взаимодействие с каждым 13-м жителем страны, а общее число членов движения достигло 12 тысяч. Одним из главных результатов работы движения стал патриотический акт «Мәңгілік Ел», разработанный по поручению Президента Казахстана, совместно с Администрации Президента, Правительством и Ассамблей народов Казахстана, принятый на XXIV сессии АНК 15 декабря 2014 года
Всего за период работы движением реализовано 45 различных проектов социально-экономической и политической направленности, 37 из которых в период с 2013 по 2015 год, и 8 проектов, реализуемых в 2016 году:

### «Friday HUB by Movement 2050»
Friday HUB by Movement 2050 — это новый проект движения «Казахстан 2050» призванный сформировать широкую сеть деловых и профессиональных контактов среди жителей городов Казахстана. Данный нетворкинг проект движения также призван способствовать, как росту числа активистов движения, так и углублению их взаимодействия в рамках участия в деятельности организации. Объединяющий социальный проект позволяет концентрировать идеи и инициативы членов движения, углублять и выводить их на качественно новый уровень благодаря объединению их усилий, ресурсов и профессиональных возможностей. Кроме того, углубление взаимоотношений между активными членами движения способствует более быстрому и эффективному решению различных жизненных ситуаций и находить решения для самых сложных бизнес-задач, что является одной из основных задач общенационального движения «Казахстан 2050» — улучшать качество жизни граждан.
В рамках проекта запланировано проведение разовых нетворкинг встреч в девяти крупнейших городах Казахстана, первые из которых прошли в Астане, Алматы, Шымкенте и Таразе. Также в рамках проекта предусмотрен мастер-классы по нетворкингу в статье и нетворкинг активности.

### «Онлайн петиции»
Проект, направленный на создание официального механизма подачи индивидуальных и/или коллективных прошений (петиций) в органы государственной власти Республики Казахстан по средством сети Интернет. В рамках проекта предлагается создать электронную платформу для регистрации гражданами страны онлайн петиций, адресованных государственным органам. Казахстанская модель такого ресурса, разработана членами движения с учетом имеющегося международного опыта и работы аналогичных платформ в США (WeThePeople), Великобритании (Petitions to UK Government and Parliament), России (Российская общественная инициатива) и других странах, а также с учетом местной специфики — форма государственного управления, территориально-административное устройство, население и пр. 30 июня 2016 года предложенный движением проект прошел стадию общественного обсуждения, после чего был направлен на согласование компетентных органов. С предложенным движением «Казахстан 2050» механизмом работы онлайн петиций в Казахстане можно познакомиться, пройдя по ссылке

### «Поколение +»
Культурно-образовательный проект, направленный на развитие творческого и исследовательского потенциала учащихся средних школ и профессионально-технических учебных заведений, а также развитие интереса среди детей и молодежи к истории Казахстана, краеведению, культуре и базовым принципам гражданского общества — равенство, толерантность, честность, трудолюбие и патриотизм. Проект разработан с учетом лучшего зарубежного опыта стран ОЭСР по развитию детско-юношеских организаций дополнительного образования, предполагает вовлечение подрастающего поколения через такие инструменты мотивации, состязательного характера, как разноуровневые проекты, олимпиады и конкурсы. Проект «Поколение +» реализуется совместно с Министерством образования и науки Казахстана. Подробную информацию о ходе реализации проекта и его результатах можно найти на специальном сайте МОН РК.

### «I-AZAMAT»
Проект «Я Гражданин» направлен на формирование в обществе критического подхода к качеству оказываемых государством услуг. Проект преследует две основных цели: 1) обеспечение граждан необходимой информацией о характере и качестве, предоставляемых государством услуг; 2) мотивация граждан на борьбу с некачественно оказываемыми государственными услугами и несвоевременно и/или в неполном объёме предоставляемыми социальными благами. Данный проект реализуется с 2015 года в рамках которого в 2015 году был проведен тренинг «Государственные услуги: качество через мониторинг гражданского общества» и дебатный турнир «I-AZAMAT». Участие в тренинге приняли 34 человека, в том числе представители НПО, госкомпаний и профессиональные дебатеры. В дебатном турнире участвовало 16 человек. Было проведено 16 игр по 6 темам. По результатом проведенных мероприятий, членами движения были выработаны рекомендации для граждан.
В 2016 году, 25-26 февраля, в рамках реализации проекта «Я Гражданин» движением было организовано два круглых стола по темам: «Посттравматическая реабилитация: инвалидность или здоровье» и «ДЦП: ранняя диагностика и социальное восприятие». В рамках которых были обсуждены актуальные вопросы объёма и качества медицинской помощи в Казахстане, а также меры государства, направленные на социальную адаптацию и предоставляемые социальные гарантии для людей с ограниченной мобильностью и врожденными недугами.

### «Гражданские Советы»
Призваны содействовать реализации государственных программ развития в регионах через обеспечение общественного мониторинга, экспертизы и реализацию локальных гражданских инициатив, направленных на улучшение качества жизни и развитие гражданского общества в регионе. На сегодняшний день гражданские советы функционируют в 6 городах (Астана, Актобе, Уральск, Актау, Кокшетау, Караганда) Казахстана. Члены советов внимательно изучают проблемные вопросы своего региона, среди которых, образование, культура, безопасность, трудоустройство, развитие малого и среднего предпринимательства и др., встречаются с горожанами, представителями уполномоченных органов, привлекают экспертов. По итогам проведенного анализа и изучения имеющейся проблемы подготавливают конкретные предложения для местных исполнительных органов власти.

### «Зияткер ұрпақ»
Проект «Зияткер ұрпақ» (Образованное поколение) реализуется движением с 2014 года. Цель проекта — мотивация представителей молодого поколения, проживающих в сельской местности к саморазвитию, повышению уровня образованности и самореализации, как в личном, так и в профессиональном плане. Проект является площадкой для развития и раскрытия личностного потенциала, повышения гражданской активности и мотивации для достижения успехов в учебе и карьере, а также укрепления веры в собственные силы.
В 2016 года проект был дополнен и теперь предоставляет возможность успешным, состоявшимся представителям разных профессиональных сфер страны, войти в команду «народных учителей». Народным учителем может стать каждый, кто хочет поделиться собственной историей успеха, опытом достижения поставленных в жизни целей и вдохновить молодое поколение на достижение личных и профессиональных высот. Также проект вышел за рамки сельской местности и с 2016 года охватывает все общеобразовательные школы республики.
С момента запуска проекта, участие в нём приняли более 300 известных политических и общественных деятелей, а также успешных бизнесменов Казахстана, среди которых общественный деятель и Председатель Совета Директоров АО "Национальный центр повышения квалификации «Өрлеу» — Мурат Абенов; актёр театра и кино, шоумен — Азамат Сатыбалды; актёр, руководитель КГУ «Астана жастары» — Ануар Нурпеисов; Директор Казахстанского института стратегических исследований — Ерлан Карин; Президент «Союза КВН Казахстана» — Есен Елеукен и др.
Чтобы стать «народным» учителем достаточно заполнить заявку и направить её на электронный адрес общенационального движения «Казахстан 2050».

### «#ТвориДобро»
Цель проекта создать платформу для реализации локальных инициатив граждан в области благотворительности и социального предпринимательства, тем самым поддерживая и повышая уровень социального оптимизма в обществе. Проект сконцентрирован, как вокруг прямой поддержки отдельных представителей уязвимых слоев общества, особенно нуждающихся в поддержке в условиях кризиса, так и реализации крупных благотворительных проектов, направленных на улучшение материального состояния и социального самочувствия жителей сел, районов и моногородов. Акцент движения на широком освещении работы в рамках данного проекта призван создать дополнительный мотивационный фактор для участия граждан в благотворительной деятельности.

### «Наши знания — нашей стране»
Цель проекта — повышения уровня образованности учащихся выпускных классов общеобразовательных школ и ВУЗов РК. В рамках проекта, активисты движения и члены Ассоциации и выпускники международной стипендиальной программы программы «Болашақ» проводят открытые лекции для студентов и школьников с целью повышения уровня их образованности профессиональной ориентации. Знания, передаваемые лекторами движения должны не только расширить кругозор молодых людей, но и посодействовать их выбору профессии и рода деятельности в будущем.